# Axel Odelberg
Axel Samuel Wilhelm Odelberg, nacido el 16 de abril de 1873 en Gustavsberg, en la parroquia de Värmdö, y fallecido el 25 de noviembre de 1950 en Djursholm, en la parroquia de Danderyd, fue un ingeniero civil sueco en ingeniería química. Era hijo del industrial Wilhelm Odelberg (1844–1924) y hermano del maestro cazador Victor Odelberg (1875–1951).

## Biografía
Odelberg se graduó en 1895 en ingeniería química en la Real Instituto de Tecnología de Estocolmo. Después de sus estudios, viajó a Zúrich para formarse como ceramista. En 1895, fue contratado como ingeniero en la fábrica de porcelana de Gustavsberg, propiedad de su padre. En 1899, se convirtió en ingeniero jefe y dirigió las operaciones de la fábrica. Ese mismo año, se casó en Londres con Maud Jane Beavis (1873–1962). Bajo su dirección, se desarrollaron aún más los métodos de producción y el parque de maquinaria de la fábrica de porcelana. Demostró la superioridad de la electricidad sobre la energía a vapor, y en 1925 se introdujo la cocción eléctrica en Gustavsberg.

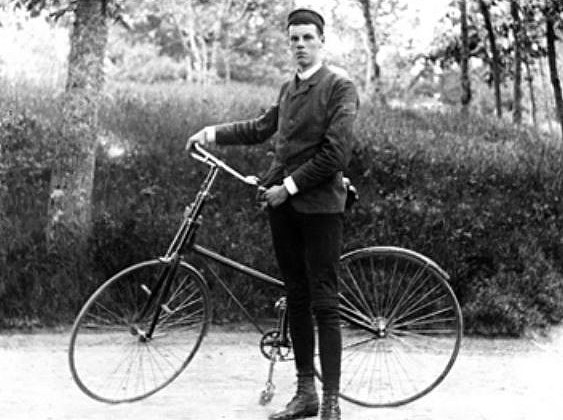
Axel Odelberg a los 16 años

Odelberg también quería renovar la gama de productos y comenzó a aplicar el programa de la Asociación Sueca de Artesanías para "productos cotidianos más hermosos". A su iniciativa, en 1917 se contrató al artista Wilhelm Kåge, cuya creatividad resultó en una vajilla cotidiana de renombre internacional para el público en general. Kåge se convirtió más tarde en el director artístico de la fábrica. El diseñador Stig Lindberg también consiguió su primer empleo como aprendiz de verano en 1936 gracias a Odelberg.

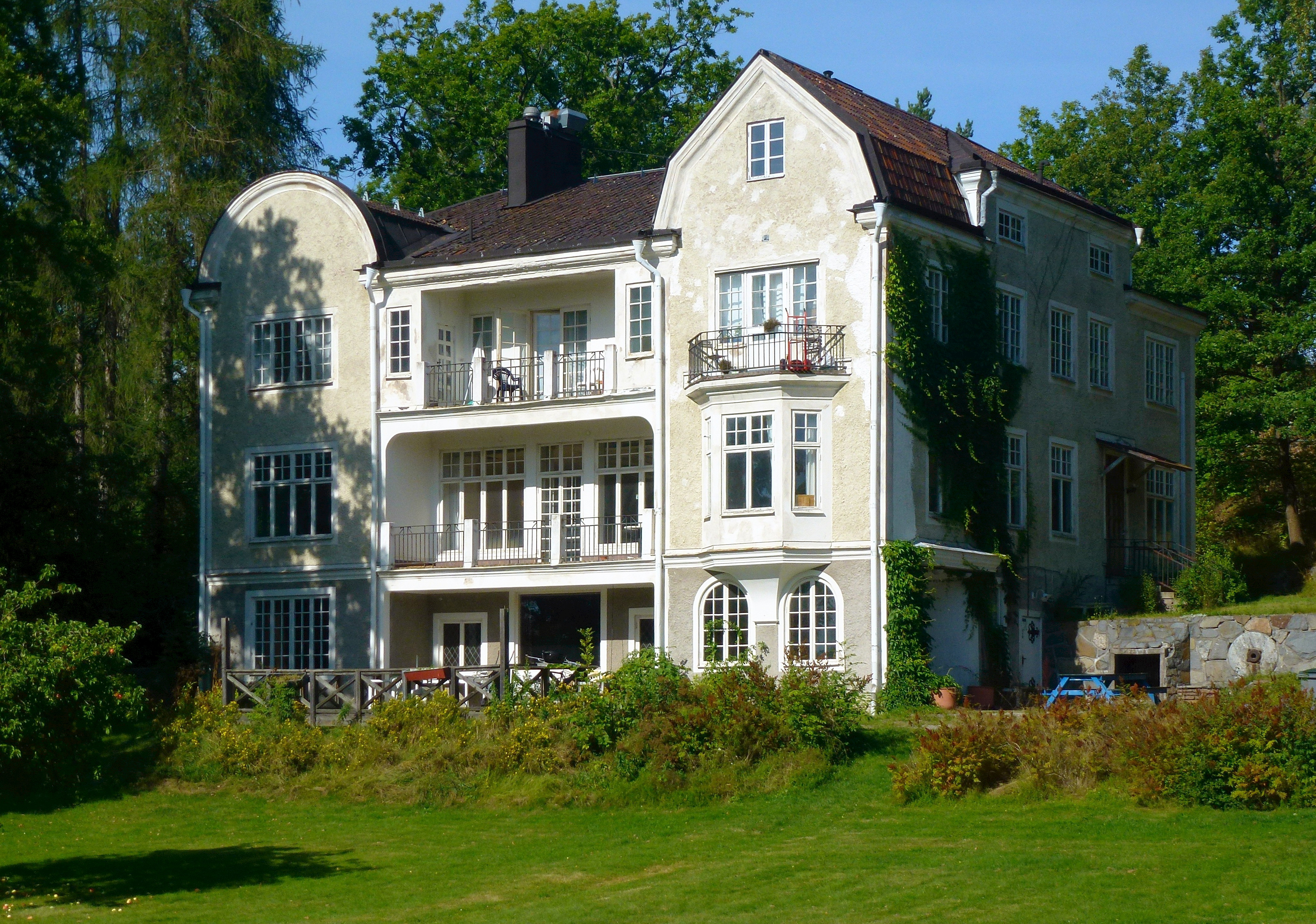
Villa Strandvik en septiembre de 2015, fachada orientada a Farstaviken.

A través de su esposa, Maud, nacida en Inglaterra, estableció lazos de amistad con los propietarios de la productora británica de porcelana Wedgwood y se convirtió en un embajador de buena voluntad en Inglaterra para la industria sueca. Cuando fue nombrado miembro honorario de The Ceramic Society, fue honrado como "uno de los ceramistas más destacados del mundo y un pionero que nos ha precedido a todos con su ejemplo". Entre 1911 y 1912, mandó construir su lujosa Villa Strandvik en Farstaviken, Gustavsberg, probablemente según los diseños del arquitecto Ferdinand Boberg. La pareja vivió allí con sus hijos hasta 1937.
Tras la muerte de su padre, Axel Odelberg asumió en 1924 la presidencia del consejo de administración de la fábrica, mientras que su hermano Victor se convirtió en el director general, cargos que ambos ocuparon hasta 1937, cuando se vieron obligados a vender a la Cooperativa Sueca debido a problemas económicos. Así, la empresa familiar dejó de existir. Después de 1937, Odelberg se convirtió en investigador de carreteras, constructor y planificador vial, y se involucró intensamente en los requisitos del tráfico motorizado en expansión.
Odelberg fue elegido miembro de la Academia de Ciencias de la Ingeniería en 1927 y en 1933 fue nombrado miembro de la Academia de Agricultura. Los esposos Odelberg están enterrados en el cementerio de Gustavsberg.